# Saskatoon Stonebridge-Dakota (circonscription saskatchewanaise)
Pour les articles homonymes, voir Saskatoon (homonymie), Stonebridge et Dakota.
Circonscription électorale provinciale du Canada
Saskatoon Stonebridge-Dakota est une ancienne circonscription électorale provinciale de la Saskatchewan au Canada. Elle est représentée à l'Assemblée législative de la Saskatchewan de 2016 à 2024.

## Géographie
La circonscription représente la région au sud-est de la ville de Saskatoon dont une zone urbaine représentée par le quartier de Stonebridge (en).

## Liste des députés
| Parlement                                                              | Années                                       | Député                                       | Député                                       | Parti                                        |
| Saskatoon Stonebridge-Dakota                                           | Saskatoon Stonebridge-Dakota                 | Saskatoon Stonebridge-Dakota                 | Saskatoon Stonebridge-Dakota                 | Saskatoon Stonebridge-Dakota                 |
| Circonscription issue de Saskatoon Southeast                           | Circonscription issue de Saskatoon Southeast | Circonscription issue de Saskatoon Southeast | Circonscription issue de Saskatoon Southeast | Circonscription issue de Saskatoon Southeast |
| ---------------------------------------------------------------------- | -------------------------------------------- | -------------------------------------------- | -------------------------------------------- | -------------------------------------------- |
| 28e                                                                    | 2016–2020                                    |                                              | Bronwyn Eyre                                 | Saskatchewanais                              |
| 29e                                                                    | 2020–2024                                    |                                              | Bronwyn Eyre                                 | Saskatchewanais                              |
| Circonscription abolie, voir Saskatoon Stonebridge et Dakota-Arm River |                                              |                                              |                                              |                                              |